# Barro (Ceará)
Pour les articles homonymes, voir Barro.
Barro est une municipalité brésilienne de l'État du Ceará.